# Jerzy Modrzejewski
Jerzy Hubert Modrzejewski (ur. 3 listopada 1942 w Wilnie, zm. 22 września 1998 w Jeleniej Górze) – polski polityk, spółdzielca, poseł na Sejm X kadencji.

## Życiorys
Ukończył w 1976 studia na Politechnice Wrocławskiej, a w 1978 studia podyplomowe na Uniwersytecie Wrocławskim. Od 1972 pracował w Spółdzielni Inwalidów „Telkom-Simet” w Jeleniej Górze, w 1981 stanął na czele zarządu tej spółdzielni. W 1979 wstąpił do Polskiej Zjednoczonej Partii Robotniczej, której był członkiem do 1989. We wrześniu 1980 wstąpił do „Solidarności”, był jednym z liderów związku w województwie jeleniogórskim.
Sprawował mandat posła X kadencji z ramienia PZPR, wybrany został w drugiej turze przy wsparciu Komitetu Obywatelskiego, zasiadał m.in. w Komisji Polityki Społecznej. Należał do założycieli Unii Demokratycznej, następnie działał w Unii Wolności. W latach 90. był radnym Jeleniej Góry, współtwórcą i prezesem Krajowej Izby Gospodarczo-Rehabilitacyjnej, zasiadał też w radzie nadzorczej Państwowego Funduszu Rehabilitacji Osób Niepełnosprawnych.
W 1983 otrzymał Srebrny Krzyż Zasługi. Pośmiertnie w 1998 został odznaczony Krzyżem Oficerskim Orderu Odrodzenia Polski.